# Kévin Constant
Kévin Constant (Fréjus, 10 de maio de 1987) é um ex-futebolista guineense nascido na França que atuava como meia. 

## Carreira
Kévin Constant foi revelado pelo Toulouse e pouco aproveitado foi vendido em 2008 ao Châteauroux onde permaneceu até 2010.
Foi emprestado ao Chievo que tinha a opção de compra ao final da temporada por 1 milhão de euros. Sua estreia como titular pelo clube italiano aconteceu na vitória por 3 a 1 contra o Napoli, quando deu uma assistência para o primeiro gol de Sergio Pellissier na partida. Em 24 de maio de 2011, o Chievo anuncia a compra do jogador.
Em julho de 2011 foi negociado com o Genoa, que em contrapartida vendeu Francesco Acerbi a equipe de Verona.
Em 20 junho de 2012, o Genoa empresta o jogador ao Milan. Em 26 de janeiro de 2013, o Milan comprou o jogador em um contrato de copropriedade com o Genoa, enquanto Acerbi voltou para o clube.
Em agosto de 2014 foi contratado pelo Trabzonspor por quatro temporadas. Porém, no dia 18 de novembro de 2015, Constant rescindiu o contrato pagando 2 milhões de euros para o Trabzonspor.
No dia 1 de fevereiro de 2016, Constant acertou com o Bologna. Após uma curta passagem no clube, no futebol suíço e no iraniano, resolveu encerrar a carreira com 32 anos por "questões pessoais", terminando o contrato de 3 anos com o clube Tractor Sazi, do Irã com apenas seis meses de clube.

## Seleção nacional
Constant defendeu a França na categoria sub-17, onde disputou o Campeonato Europeu de 2004. Na final contra Espanha, ele marcou o primeiro gol com apenas onze segundos e equipe se sagraria campeã pelo placar de 2 a 1.
Apesar de defender a Guiné, Constant nasceu na França. O meia tem o direito de defender o país africano porque foi nele que a sua mãe nasceu. Em janeiro de 2008, foi convocado para a Campeonato Africano das Nações. No entanto, foi impedido de participar porque a FIFA não havia lhe concedido a permissão para disputar o torneio, pois ainda não havia sido apurada as origens guineenses de sua mãe.